# Brasiliens Skakforbund
Brasiliens Skakforbund (portugisisk: Confederação Brasileira de Xadrez, forkortet CBX) er det nationale skakforbund i Brasilien, stiftet i 1924. Forbundet har hovedsæde i Rio de Janeiro og er medlem af det Internationale Skakforbund FIDE. Formand er Darcy Lima , og næstformaend er Roberto Vigil. 
Formand og næstformaend vælges for en tre-årig periode.

## Ekstern henvisning
- (spansk)